# Zeitnot

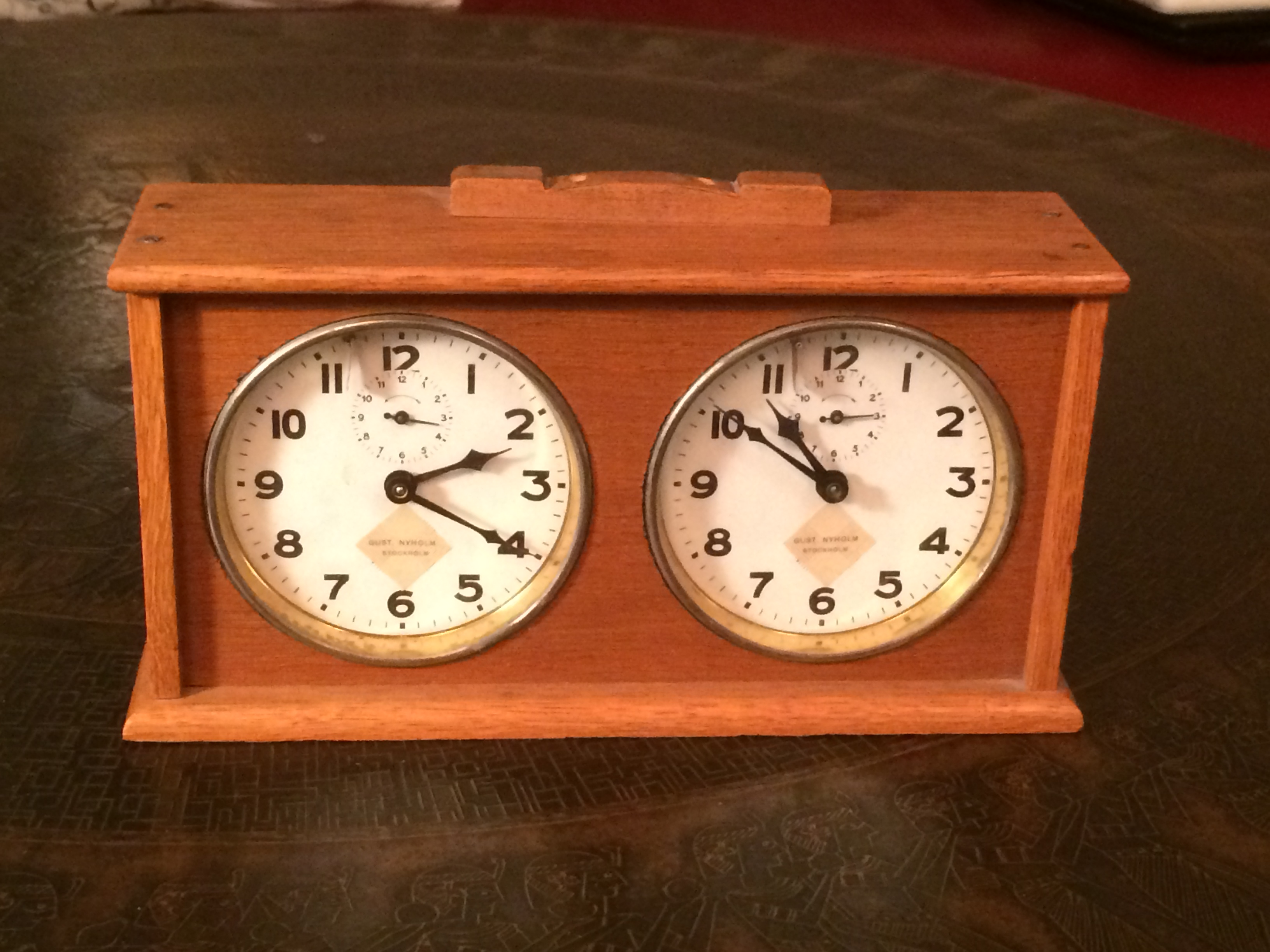
"Zeitnot" é o termo usado para definir quando um jogador está ficando sem tempo para futuras jogadas, esse tempo é marcado por esse "Chess-clock", relógio duplo com trava de tempo, que indica quando quando o turno dos jogadores inicia e encerra.

Zeitnot (termo de origem germânica) é uma expressão que indica, no enxadrismo, que um dos enxadristas, ou ambos, tem pouco tempo disponível no relógio para realizar todos os seus lances, situação está também denominada em língua portuguesa como apuro no tempo.